# SV Siedenbollentin
Der SV Siedenbollentin ist ein deutscher Sportverein aus Siedenbollentin in Mecklenburg-Vorpommern. Der Verein stieg 2025 in die Fußball-Oberliga Nordost auf.

## Geschichte
Die Geschichte des Vereins reicht bis in das Jahr 1947 zurück. In den Spielzeiten 1953/54 und 1955 bis 1960 nahm die BSG Traktor Siedenbollentin an der Bezirksklasse Neubrandenburg, der damals 5. Liga im DDR-Fußball, teil. Außerdem spielte die Betriebssportgemeinschaft in der 1. Zwischenrunde zum FDGB-Pokal 1956.
Der SV Siedenbollentin wurde am 16. November 2000 gegründet und hat rund 150 Mitglieder. Im Fußball spielte der SVS lange Zeit im unterklassigen Bereich, ehe er 2021 in die Verbandsliga Mecklenburg-Vorpommern aufstieg. In der Saison 2024/25 schafften die Vorpommern als MV-Meister den Aufstieg in die überregionale Oberliga Nordost.
Neben Fußball bietet der Verein außerdem Volleyball und Seniorensport an. Seit 2016 unterstützt der Förderverein SV Siedenbollentin den Klub.

## Statistik

### Saisonstatistik ab 2006
| Saison  | Liga                                                   | Platz | Tore   | Punkte  | Landespokal                                        |
| ------- | ------------------------------------------------------ | ----- | ------ | ------- | -------------------------------------------------- |
| 2006/07 | 1. Kreisklasse Demmin ▲                                | 01.   | 102:38 | 70      |                                                    |
| 2007/08 | Kreisliga Demmin ▼                                     | 14.   | 042:86 | 20      |                                                    |
| 2008/09 | 1. Kreisklasse Demmin ▲                                | 02.   | 116:23 | 71      |                                                    |
| 2009/10 | Kreisliga Mecklenburgische-Seenplatte-Vorpommern       | 02.   | 069:27 | 60      |                                                    |
| 2010/11 | Kreisliga Mecklenburgische-Seenplatte-Vorpommern ▲     | 01.   | 104:27 | 63      |                                                    |
| 2011/12 | Kreisoberliga Mecklenburgische-Seenplatte-Vorpommern   | 05.   | 050:40 | 43      |                                                    |
| 2012/13 | Kreisoberliga Mecklenburgische-Seenplatte-Vorpommern   | 03.   | 076:36 | 49      |                                                    |
| 2013/14 | Kreisoberliga Mecklenburgische-Seenplatte-Vorpommern ▲ | 01.   | 093:20 | 67      |                                                    |
| 2014/15 | Landesklasse II                                        | 02.   | 060:27 | 59      |                                                    |
| 2015/16 | Landesklasse II                                        | 03.   | 061:26 | 58      |                                                    |
| 2016/17 | Landesklasse II ▲                                      | 01.   | 047:13 | 54      |                                                    |
| 2017/18 | Landesliga Ost                                         | 04.   | 056:36 | 54      | 2. Runde (0:3 gegen Greifswalder FC)               |
| 2018/19 | Landesliga Ost                                         | 02.   | 091:29 | 65      | 2. Runde (2:3 n. E. gegen SV Hanse Neubrandenburg) |
| 2019/20 | Landesliga Ost                                         | 06.   | 037:22 | 01,67 1 | 2. Runde (1:3 gegen FSV Einheit Ueckermünde)       |
| 2020/21 | Landesliga Ost ▲                                       | 01.   | 029:9  | 02,25 1 | 3. Runde (0:6 gegen FSV Bentwisch)                 |
| 2021/22 | Verbandsliga Mecklenburg-Vorpommern                    | 14.   | 044:79 | 00,90 1 | keine Teilnahme                                    |
| 2022/23 | Verbandsliga Mecklenburg-Vorpommern                    | 09.   | 046:71 | 33      | 3. Runde (2:3 gegen Malchower SV)                  |
| 2023/24 | Verbandsliga Mecklenburg-Vorpommern                    | 04.   | 083:37 | 62      | Achtelfinale (1:4 gegen FC Schönberg 95)           |
| 2024/25 | Verbandsliga Mecklenburg-Vorpommern ▲                  | 01.   | 079:34 | 68      | Achtelfinale (2:3 n. V. gegen Greifswalder FC)     |
| 2025/26 | Oberliga Nordost                                       |       |        |         |                                                    |

### Erfolge
- Mecklenburg-Vorpommern-Meister: 2025
- Aufstieg in die Oberliga Nordost: 2025

## Bekannte Personen
- Björn Brunnemann (* 1980)
- Hagen Reeck (* 1959)